# Ace Combat 2
Ace Combat 2 is een actie- en simulatiespel ontwikkeld door Namco voor de PlayStation. Het spel werd uitgebracht op 30 mei 1997 en is het vervolg op Air Combat. In 2005 werd het spel opnieuw uitgebracht als deel van de NamCollection als reactie op het vijftigjarig bestaan van de ontwikkelaar.

## Gameplay
De speler is actief als huursoldaat in de luchtmacht. Men kan geld verdienen door het vernietigen van vijandige voertuigen en het voltooien van missies. Met dit geld kan de speler een nieuw vliegtuig kopen. Hoe verder de speler komt, des te hoger zijn positie. Wanneer de speler uitgeschakeld wordt, krijgt hij een vervangend vliegtuig op eigen kosten. Als de speler iemand van zijn kant raakt, krijgt hij te maken met consequenties.

## Remake voor Nintendo 3DS
Een remake voor de Nintendo 3DS werd uitgebracht op 15 november 2011 in de Verenigde Staten en op 2 december 2011 in Europa als Ace Combat: Assault Horizon Legacy. Deze versie bevat verbeteringen op het gebied van audio en ontwerp van de levels.

## Ontvangst
| Beoordeeld door     | Datum            | Score |
| ------------------- | ---------------- | ----- |
| PSM                 | augustus 1997    | 100%  |
| Player One          | november 1997    | 91%   |
| IGN                 | 22 augustus 1997 | 90%   |
| Electric Playground | 1997             | 90%   |
| GamePro (USA)       | 24 november 2000 | 90%   |
| PSX Extreme         | 13 mei 1999      | 85%   |
| Play Magazine       | 1997             | 84%   |
| GameSpot            | 2 juli 1997      | 75%   |
| All Game Guide      | 1998             | 70%   |
| Edge                | juli 1997        | 60%   |